# Minsk-Arena
Minsk-Arena er et indendørs multiarena beliggende i det nordvestlige Minsk i Hviderusland. Arenaen blev opført fra 2006 til 2009. 

## Begivenheder
- KHL All-Star Game. 30. Januar 2010.
- Junior Eurovision Song Contest 2010. 20. November 2010.
- Shakira. The Sun Comes Out World Tour. 19. Maj 2011.
- Jennifor Lopez. Dance Again World Tour. 25. September 2012.
- Armin Van Buuren. En del af Fejringen af det 600 afsnit af A State of Trance. 7. Marts 2013.
- Depche Mode. Delta Machine Tour. 29. Juli 2013 og 28. Februar 2014.
- IIHF World Championship 2014. 9. Maj til 25. Maj 2014
- Mylène Farmer. 27. Oktober 2014.
- European Speed Skating Championships 2016. 9. Januar og 10. Januar 2016.
- Junior Eurovision Song Contest 2018. 25. November 2018.